# Horní Újezd (Vysočina)
Horní Újezd è un comune della Repubblica Ceca facente parte del distretto di Třebíč, nella regione di Vysočina.